# Chinolizidină
Chinolizidina  (norlupinan, octahidro-2H-chinolizină) este un compus heterociclic biciclic ce conține azot. Unii alcaloizi, denumiți alcaloizi chinolizidinici, sunt derivați ai acestui compus. Câteva exemple sunt: citisină, sparteină.